# Masiejeuka (rejon orszański)
Masiejeuka (biał. Масееўка; ros. Мосеевка, Mosiejewka) – wieś na Białorusi, w obwodzie witebskim, w rejonie orszańskim, w sielsowiecie Piszczaława, przy linii kolejowej Witebsk – Orsza.